# Juan Perry Cruz
Juan David Perry Cruz (Huaraz, 29 de diciembre de 1957) es un sacerdote, pastor evangélico y político peruano. Fue congresista de la república por Madre de Dios durante el periodo 2006-2011.

## Biografía
Juan Perry nació en Huaraz, ciudad ubicada en el departamento de Áncash, el 29 de diciembre de 1957.
Realizó sus estudios primarios en el Colegio Independencia y los secundarios en el Colegio Nacional Luzuriaga de Huaraz. Estudió el Sacerdocio en el Seminario San Francisco de Asís durante 1979.
Fue administrador de la Misión Suiza de Cooperación Evangélica durante 1982 hasta 1987 y pastor evangélico en la Iglesia Evangélica Marantha de Madre de Dios desde 1985 hasta el año 2000. Fue también presidente de la Asociación de Defensa del No Nato y de la Mujer en 2003 hasta 2008.

## Carrera política

### Congresista de la República
Se inició en la política como militante del partido Restauración Nacional de Humberto Lay en el año 2005 y luego postuló al Congreso de la República en las elecciones parlamentarias del 2006 representando al departamento de Madre de Dios, donde logró resultar elegido como congresista de la república, con 4,917 votos, para el periodo parlamentario 2006-2011.
Durante su labor parlamentaria, fue vicepresidente de la Comisión de Ambiente y Ecología (2006-2007), secretario de la Comisión de Salud (2007-2008) y vicepresidencia de la Comisión de Viviencia (2010-2011).
En noviembre del 2009, fue elegido como secretario general del partido Restauración Nacional.
Juan Perry formó parte de la bancada de Alianza Parlamentaria conformada por los congresistas del Frente de Centro y Perú Posible, sin embargo, terminó por separarse de dicho grupo para luego unirse a la bancada de Alianza Nacional conformada por los congresistas de Solidaridad Nacional, donde posteriormente termina afiliándose en diciembre del 2010.
Culminado su gestión, intentó ser reelegido en la elecciones parlamentarias del 2011 por la Alianza Solidaridad Nacional, sin embargo, no resultó reelegido y de igual manera en las elecciones del 2016.

## Controversias
En noviembre del 2009, Juan Perry fue denunciado tras haberse descubierto que habría mentido en su hoja de vida que consignó ante el Jurado Nacional de Elecciones, donde señaló que estudió el curso de consejo familiar en la filial de la Universidad Nacional de Trujillo ubicada en el departamento de Madre de Dios.
Luego en octubre del 2020, fue implicado en la denuncia periodística contra el excongresista de Podemos Perú, Orestes Sánchez, donde dio su cuenta bancaria para cobrar sumas desde 1,800 a los 2,200 soles.